# La Chapelle-Bayvel
La Chapelle-Bayvel is een gemeente in het Franse departement Eure (regio Normandië) en telt 216 inwoners (1999). De plaats maakt deel uit van het arrondissement Bernay.

## Geografie
De oppervlakte van La Chapelle-Bayvel bedraagt 4,8 km², de bevolkingsdichtheid is 45,0 inwoners per km².
De onderstaande kaart toont de ligging van La Chapelle-Bayvel met de belangrijkste infrastructuur en aangrenzende gemeenten.

## Demografie
Onderstaande figuur toont het verloop van het inwonertal (bron: INSEE-tellingen).